# Amblycercus holosericeus
Cacique-de-bico-amarelo ou iraúna-de-bico-amarelo (Amblycercus holosericeus) é uma espécie de ave da família Icteridae. É a única espécie do género Amblycercus.
Pode ser encontrada nos seguintes países: Belize, Bolívia, Colômbia, Costa Rica, Equador, El Salvador, Guatemala, Honduras, México, Nicarágua, Panamá, Peru e Venezuela.
Os seus habitats naturais são: florestas subtropicais ou tropicais húmidas de baixa altitude, regiões subtropicais ou tropicais húmidas de alta altitude e florestas secundárias altamente degradadas.